# Новые приключения кота Леопольда
«Новые приключения кота Леопольда» — российско-итальянский мультипликационный сериал, являющийся продолжением серии советских мультфильмов «Приключения кота Леопольда». Премьера в России состоялась 4 января 2016 года на телеканале Карусель.

## История
Работа над продолжение классического мультсериала о приключениях кота Леопольда был анонсирована в 2012 году. Роль Леопольда продолжил озвучивать Александр Калягин, а мышатам подарили новые голоса.

## Роли озвучивали
- Александр Калягин — Кот Леопольд
- Андрей Бархударов — Белый Мышонок, Пёс-железнодорожник
- Диомид Виноградов — Серый Мышонок, Кот Леопольд (5, 9—13 серии фразы (кроме главной)), Заяц
- Сергей Смирнов — исполнение песни «В мире множество котов»

## Список серий
- Бурный поток
- На рыбалке у реки
- Под жарким солнцем
- Вперёд, за колбасой и сыром!
- Парк развлечений
- Лавина с гор
- Сплошные неприятности
- Всё кувырком
- Кулинарный рецепт
- Птицы
- Ремонт в тылу врага
- Такси вызывали?
- Новогодняя ёлка